# 古斯·格里森
维吉尔·伊万·“古斯”·格里森（英語：Virgil Ivan "Gus" Grissom，1926年4月3日—1967年1月27日），前美國空軍中校及美国国家航空航天局宇航员，执行过水星-红石4号、双子星3号以及阿波罗1号任务。1967年1月27日，格里森、爱德华·怀特和罗杰·查菲在阿波罗1号的一次例行测试中因舱内大火牺牲。

## 早年生活
古斯·格里森在1926年4月3日出生於印地安那州的米切尔，父親大衛·格里森是鐵路維修工，而母親瑟熙爾·格里森則是家庭主婦。古斯是家中長子，還有三個弟妹。古斯在就讀小學時，就對航天領域產生興趣，並從當時有組建模型飛機的嗜好。除此之外，古斯也加入了當地的基督自治教會與童子軍組織。
青年時代，古斯開始當一個送報伕，或者在果園或肉舖到處打工。1940年時，古斯就讀了當地最好的高中，並嘗試加入籃球隊但以失敗告終，隨後加入游泳隊。他在數學與天文學表現出色，並以不錯的成績在1944年畢業。

### 參軍
在古斯就讀高中時正逢第二次世界大戰開打，身為美國公民，他渴望在畢業後盡快參軍為國效力。古斯在高中四年級時應徵入伍，成為美國空軍的一名航空學員，並於1943年十一月完成入伍程序。古斯於1944年八月在印第安納州本傑明哈里森堡被編制。他被派往德克薩斯州威奇托福爾斯的謝潑德機場進行為期五週的基本飛行訓練，隨後駐紮在德克薩斯州聖安東尼奧的布魯克斯機場。1945年一月，古斯被分配到佛羅里達的博卡拉頓陸軍機場。儘管他對成為一名飛行員很感興趣，但他在1945年退伍前的大部分時間都居於後勤上。

### 普渡大學
戰爭結束後，古斯於1945年十一月退伍，並回到他的家鄉米切爾。隔年，他決定考取普渡大學的機械工程學士學位。
1950年春天，古斯成功獲得學位並畢業。

### 再度參軍

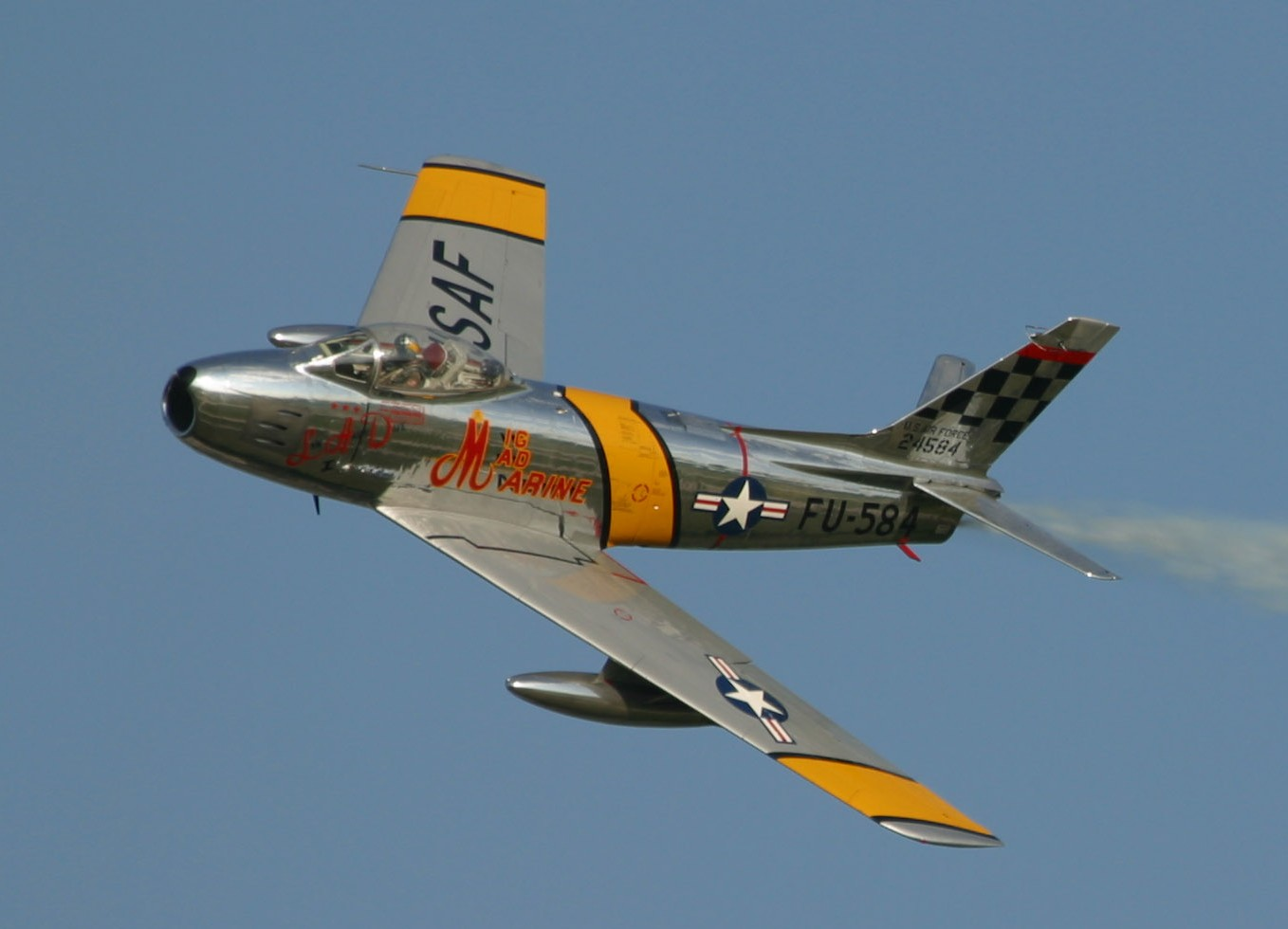
古斯在韓戰期間駕駛的F-86

1951年三月，他收到了美國空軍的徵召令，分配到了位在緬因州的普雷斯克島空軍基地，編製成第75戰鬥機分隊的少尉。
1952年二月，古斯的中隊被派往朝鮮戰爭的戰區。在那裡，他駕駛F-86軍刀戰鬥機執行航空任務，並被重新分配到駐紮在金浦空軍基地的第334戰鬥機中隊。在韓國服役大約六個月期間，他執行了一百次戰鬥任務，其中包括多次打破朝鮮米格機的空襲。1952年3月11日，古斯晉升為中尉。隨後，古斯以優越的飛行紀錄離開韓戰戰場，並被延攬為美國空軍的飛行教官。
往後的四年中，古斯被分配到位於俄亥俄州代頓附近的美國空軍技術學院，並透過進修獲得了航空工程的學士學位。1957年五月，古斯被拔擢為上尉。

## 在NASA服役

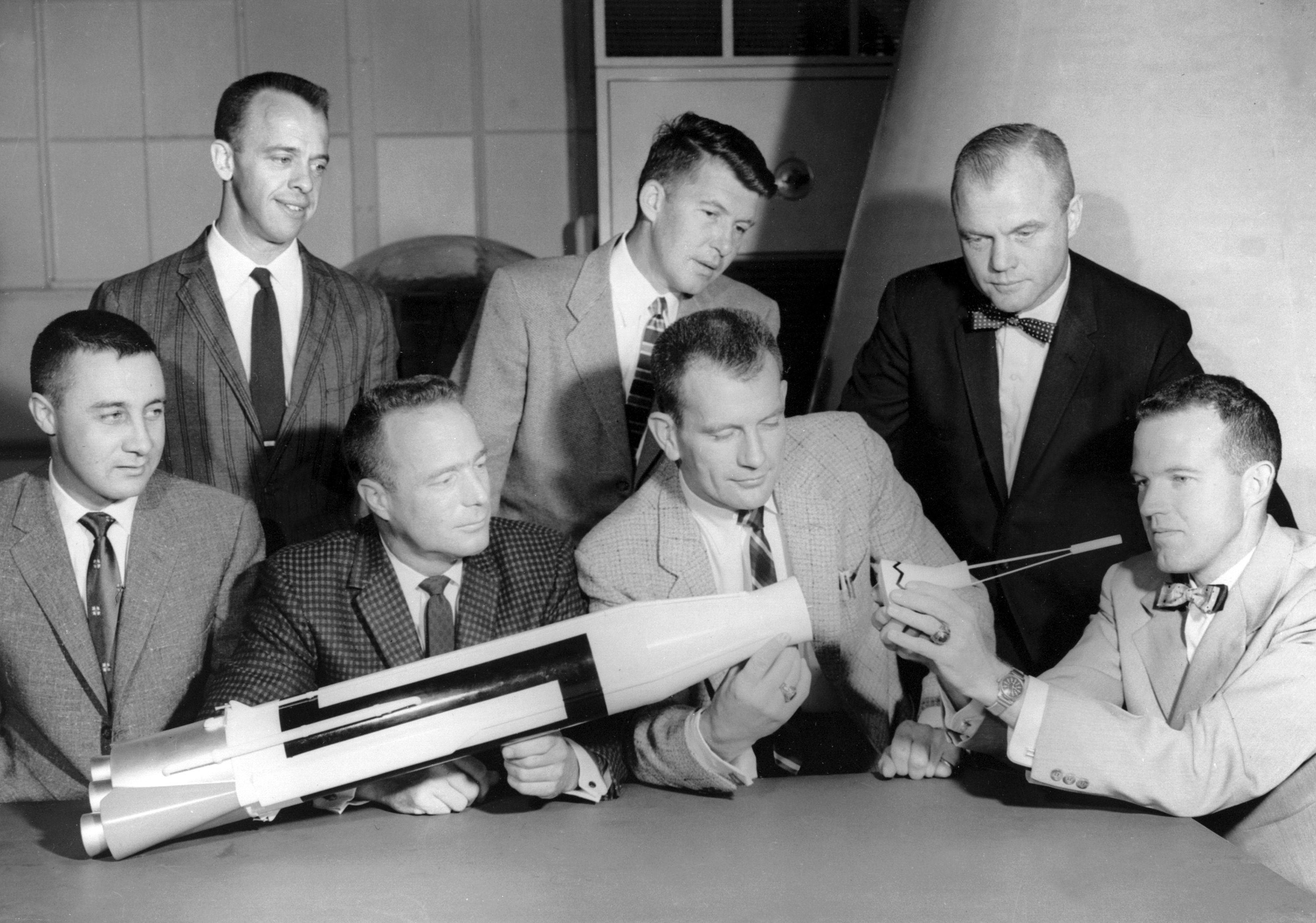
古斯·格里森(左一)與水星計畫成員的合照

1959年時，古斯·格里森收到了一封官方機密電報，信中說明他被選入太空試飛員。在報到後，他被告知他將參與水星計畫的選拔。古斯感到相當振奮，並決定參與這場激烈的爭奪。古斯通過第一階段的面試，並且與其他三十九位競爭者一同送入阿爾伯克基的航太基地。在那裡，他被診斷出花粉症，這使得他幾乎快要失去競爭資格。然而，在他辯稱太空不存在花粉後，他還是保留了資格。
1959年四月，古斯收到官方通知，他成功入選為水星計劃的七名太空人之一。兩個禮拜以後，他和其他六名太空人從各自的軍種部門休假後向維吉尼亞州蘭利空軍基地的特殊任務組報到，開始他們的太空人訓練。

### 水星計畫
1961年7月21日，古斯·格里森執行了第二次水星計劃飛行，也就是水星-紅石4號。古斯將他的的宇宙飛船命名為自由鐘7號，並從佛羅里達州卡納維拉爾角發射，這是一次持續15分鐘和37分鐘的亞軌道飛行。
最終，自由鐘7號在大西洋降落，但在降落後自由鐘7號因為艙口爆裂而沉入水中；而古斯成功執行任務。

### 雙子星計畫
1964 年初，艾倫·謝潑德（Alan Shepard）在被診斷出患有梅尼爾氏症後被剝奪雙子星計畫飛行資格，這使得古斯·格里森被指定為雙子星三號的指揮飛行員，這是雙子星計劃的第一次載人飛行於1965年3月23日飛行，最終繞行地球三圈返回地球。這項任務使古斯成為美國NASA飛入太空的第一位太空人。
在此次任務於1965年3月23日飛行，古斯·格里森與約翰·楊恩最終與雙子星3號繞行地球三圈返回地球，持續了4小時52分31秒。值得一提的是，由於上次水星計畫的非船沉沒，古斯這次特別將雙子座宇宙飛船命名為瑪格麗特·布朗（以廣受歡迎的百老匯節目“永不沉沒的莫莉布朗”命名），不過不受NASA的青睞，最終並沒有在官方資料中稱呼雙子座飛船為瑪格麗特·布朗。

### 阿波羅計畫
1967年時，古斯·格里森當時是雙子星6A號的替補成員。此時，他與太空人愛德華·懷特與羅傑·查菲一同接獲命令去執行登月計畫，即阿波羅一號。
然而，由於當時太空競賽正激烈，雙方都迫切地想把太空人送上月球，於是整個計畫的進程都相當急促。古斯曾向媒體抱怨，阿波羅一號其實問題“成堆”，他懷疑自己是否有機會達成為期14天的任務。即使古斯不斷反映航天器的技術缺陷，但NASA對此並不重視，仍然持續推進計畫，最終導致了1967年1月27日的死亡測試。

## 死亡與後續

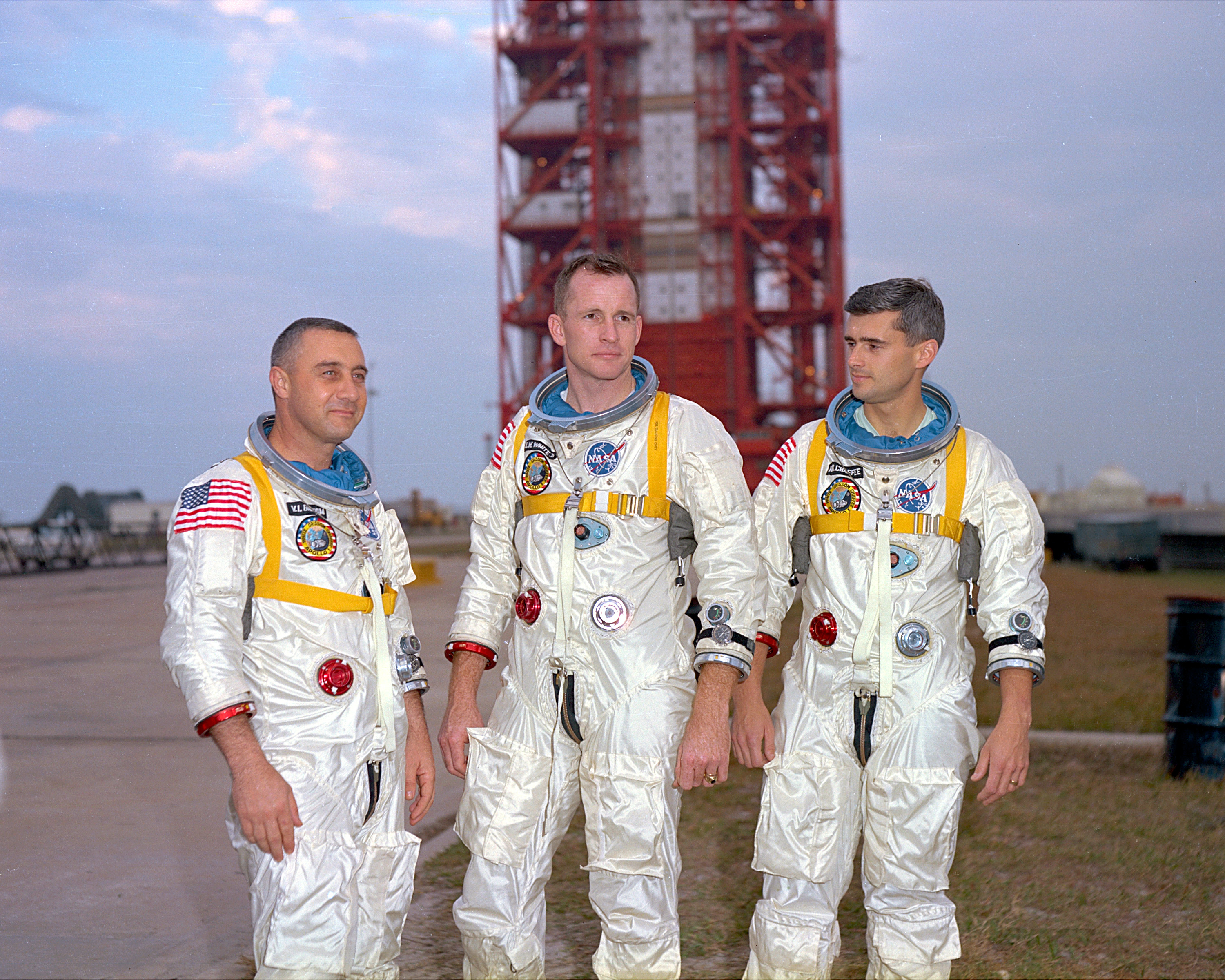
在死亡測試前，古斯·格里森、太空人愛德華·懷特與羅傑·查菲三人合影

在阿波羅一號於1967年2月21日發射之前，指揮艙內部於同年1月27日在肯尼迪角的34號發射台進行預發射測試。然而，發射測試失敗了。當時指揮艙發生起火燃燒的意外，在內部封閉的指揮艙內工作的三名太空人（古斯·格里森、太空人愛德華·懷特與羅傑·查菲）窒息而死。火源被認定是線路損壞引發走火。他們的死亡歸因於早期 CSM 設計和測試條件中的各種致命危險，包括加壓氧氣的壓力、佈線和管道缺陷、由易燃材料組成的駕駛艙和太空服，以及一個在緊急情況下無法快速打開、而且完全沒有內部壓力的內推式艙口。
古斯的葬禮於1967年1月31日在阿靈頓國家公墓舉行。出席的貴賓包括美國總統林登·詹森、美國國會議員和美國NASA太空人等。古斯被安葬在維吉尼亞州阿靈頓的阿靈頓國家公墓。
事故發生後，NASA決定將這次飛行計畫正式命名為阿波羅一號，並將下次的序列跳到進行土星五號的首次無人駕駛飛行的阿波羅4號，將兩次無人駕駛的亞軌道飛行AS-201和AS-202作為序列的一部分（二號、三號）。後來古斯提出的技術性問題獲得重視，在阿波羅7號得到糾正。
在他去世時，古斯已獲得中校軍銜，飛行時數達4,600小時，其中包括3,500小時的噴射機的飛行。